# میمی ام. خیسا
میمی ام. خیسا (انگلیسی: Mimî M. Khayisa؛ زادهٔ ۳۱ اوت ۱۹۹۱) بازیگر اهل بریتانیا است.
از فیلم‌ها یا برنامه‌های تلویزیونی که وی در آن نقش داشته‌است می‌توان به سیندرلا، ویچر اشاره کرد.